# Merluccius productus
O Merluccius productus é uma espécie de pescada que mede cerca de 90 cm de comprimento.